# پایگاه هوایی مکتان
پایگاه هوایی مکتان (به انگلیسی: Mactan Air Base) یک فرودگاه نظامی با کد یاتا CEB است که یک باند فرود بتن دارد و طول باند آن ۳۱۶۷ متر است. این فرودگاه در کشور فیلیپین قرار دارد و در ارتفاع ۱۱ متری از سطح دریا واقع شده است.